# Xanthocrambus
Xanthocrambus és un gènere d'arnes de la família Crambidae descrit per Stanisław Błeszyński el 1957.

## Taxonomia
- Xanthocrambus argentarius (Staudinger, 1867)
- Xanthocrambus caducellus (Müller-Rutz, 1908)
- Xanthocrambus delicatellus (Zeller, 1863)
- Xanthocrambus lucellus (Herrich-Schäffer, 1848)
- Xanthocrambus saxonellus (Zincken, 1821)
- Xanthocrambus watsoni Bleszynski, 1960